# Aladdin
 For alternative betydninger, se Aladdin (flertydig). (Se også artikler, som begynder med Aladdin)
Aladdin er hovedpersonen i et af de eventyr, der fra 1700-tallet ofte indgår i 1001 nats eventyr. Hans historie er brugt i bøger, opera, musical og film. Eventyret om Aladdin er et folkeeventyr fra Mellemøsten. Aladdin er en fattig ung mand i en by i Mellemøsten, som en troldmand fra Maghreb (som udgiver sig for at være hans farbroder) beder om at hente en olielampe fra en hule. Troldmanden forråder Aladdin, som så er fanget i hulen. Heldigvis har han troldmandens magiske ring. I desperation kommer han til at gnide på ringen, og lampens ånd, en djinni, kommer frem. Ånden bringer ham hjem til moderen. Aladdin har lampen, og da han gnider på den, kommer der en anden langt mere magtfuld ånd frem. Den opfylder alle hans ønsker. Med dens hjælp bliver Aladdin rig og mægtig og gifter sig med prinsesse Badroulbadour, sultanens datter. Ånden bygger et vidunderligt palads for Aladdin, langt flottere end sultanens eget. 

## Andre gengivelser
Eventyret om Aladdin har været genstand for adskillige skuespil, musicals og filmatiseringer. 
I Danmark har Adam Oehlenschlægers skrevet sin udgave af Aladdin i et versedrama ved navn "Aladdin eller den forunderlige lampe". I Oehlenschlägers udgave længes han efter "Orienten" og det orientalske og historien foregår i Esfahan, det der i dag hedder Iran. Prinsessen hedder hos Oehlenschläger Gulnare. "Aladdin eller Den forunderlige lampe" blev skrevet i 1805 og udkom i første selvstændige bogudgave i 1807. Selve forestillingen blev opført første gang i 1839 på Det Kongelige Teater. I nyere tid er Oehlenschlägers udgave blevet vist som Tv-teater instrueret af Kaspar Rostrup på DR i 1975-1976 og opført som teater på Gladsaxe Ny Teater i 1995, som lystspil i Ulvedalene i 2000, som børne/ungdomsteater på BaggårdTeatret i 2004 og senest i en nyfortolket udgave af Christian Lollike på Det Kongelige Teater i Skuespilhuset i 2018. 
Carl Nielsen skrev skuespilmusik til en opførelse af Oehlenschlägers skuespil der havde premiere på Det Kongelige Teater den 15. februar 1919. Blandt numrene er Orientalsk festmarch og Negerdans.
Eventyret har tillige været forlæg for Sebastians musical Aladdin fra 1995. 
Disney har endvidere benyttet historien en en række film og tv-serier, hvor prinsesse Badroulbadour hedder Jasmin(e). Badroulbadour optræder også i et digt af den amerikaneren Wallace Stevens, The Worms at Heaven's Gate, hvori digteren dissekerer skønhedens flygtighed og substans.

### Filmatiseringer (udvalg)
- 1917 - Aladdin og den underfulde Lampe - Stumfilm
- 1967 - Aladdins forunderlige lampe - en sovjetisk spillefilm
- 1975 - Aladdin eller Den forunderlige lampe - dansk miniserie
- 1992 - Aladdin - Disney tegnefilm
- 2019 - Aladdin - Spillefilm fra Disney baseret på tegnefilmen fra 1992

- Wikimedia Commons har flere filer relateret til Aladdin

 Der er for få eller ingen kildehenvisninger i denne artikel, hvilket er et problem. Du kan hjælpe ved at angive troværdige kilder til de påstande, som fremføres i artiklen.